# 27: El club de los malditos
27: El club de los malditos es una película argentina de acción y comedia negra dirigida por Nicanor Loreti y protagonizada por Diego Capusotto, Sofía Gala, Willy Toledo y Daniel Aráoz. Fue escrita por Loreti junto a la guionista Paula Manzone y el famoso cineasta británico Alex Cox. Su estreno comercial fue el 4 de enero de 2018.

## Sinopsis
En Buenos Aires, durante una noche del verano más caluroso en 20 años, Leandro De La Torre, un famoso cantante punk, sale disparado por una ventana e impacta sobre el techo de un auto. Es el día de su cumpleaños número 27. Paula, una joven fan del músico, graba todo con su celular. Lejos está de saber que en aquel video está la clave detrás del asesinato del músico.
Martin Lombardo, un acérrimo hincha de Racing Club, es el detective encargado de investigar el caso. Junto a Paula descubrirá la conspiración detrás de las muertes de todos los famosos roqueros que fallecieron a los 27 años; Jimi Hendrix, Janis Joplin, Amy Winehouse, Sid Vicious y Leandro De La Torre tienen mucho en común: en realidad, todos fueron asesinados por un clan secreto, y ahora Paula y Lombardo pueden ser los siguientes.

## Reparto
- Diego Capusotto ... Martín Lombardo
- Sofía Gala Castiglione ... Paula Castro
- Daniel Aráoz ... Gerard Vincennes
- Willy Toledo ... Jim
- Paula Manzone ... Rita Emerson
- Yayo Guridi ... Nakasuma
- William Prociuk ... Sid
- Victoria Maurette ... Janis
- Mariú Fernández ... Amy Winehouse
- Sadrak Jeremy ... Jimy
- Andrés Bagg ... Joe
- Florencia Vigna ... Pamela
- Martín Rodríguez ... Gerard Joven
- Oliver Kolker ... John
- Fabián Rendo ... Rivas
- Patricio Bedoya ... Díaz
- Naiara Awada ... Maca
- Miguel Ángel Bosco ... Simon Ratziel
- Lourdes Fernández ... Chica perdida 1
- Valeria Gastaldi ... Chica perdida 2
- Lissa Vera ... Chica perdida 3
- Julio Nusdeo ... Los Sucios 1
- Walter Broide ... Los Sucios 2
- Darío Levy ... Comisario Méndez
- Luz Cipriota ... Mujer de negro
- Ezequiel "El Polaco" Cwirkaluk... Leandro De La Torre
- Luisina Quarleri ... Sirvienta Joe
- Ezequiel Rodríguez... Delivery Pizza
- Juan Pablo "Astilla" Domínguez ... Grupo 27
- Constanza Cardillo ... Grupo 27
- Mauro Álvarez ... Grupo 27
- Agustín Guido Rodríguez ... Grupo 27

## Tráiler
A fines de 2017 se lanzó oficialmente un adelanto o tráiler de la película confirmando el estreno de la misma para el 4 de enero de 2018 en suelo argentino.

## Recepción

### Comercial
La película tuvo un estreno en salas argentinas moderado con aproximadamente 185 copias en todo el país. En su primer fin de semana la cinta atrajo poco más de 71.000 espectadores ubicándose así en el Top 10 de las más vistas (donde duraría solo dos semanas). 
Su acumulado hasta el momento es de 135.000 espectadores.